# پینکی (استان اوپوله)
پینکی (به لهستانی: Pieńki) یک منطقهٔ مسکونی در لهستان است که در گمینا رودنگکی واقع شده‌است. پینکی ۴۵ نفر جمعیت دارد.